# Tennis South Invitational 1974
Il Tennis South Invitational 1974 è stato un torneo di tennis giocato sul sintetico indoor. È stata la 2ª edizione del torneo, che fa parte del Commercial Union Assurance Grand Prix 1974. Si è giocato a Jackson negli Stati Uniti dal 18 al 24 marzo 1974.

## Campioni

### Singolare maschile
Sandy Mayer ha battuto in finale  Karl Meiler con il punteggio di 7–6, 7–5

### Doppio maschile
Fred McNair /  Grover Raz Reid hanno battuto in finale  Byron Bertram /  John Feaver con il punteggio di 3–6, 6–3, 6–3